# Ilburnia campylothecae
Ilburnia campylothecae är en insektsart som beskrevs av Frederick Arthur Godfrey Muir 1922. Ilburnia campylothecae ingår i släktet Ilburnia och familjen sporrstritar. Inga underarter finns listade i Catalogue of Life.